# Sofia Ennaoui
Sofia Ennaoui (Ben Guerir, 30 agosto 1995) è una mezzofondista polacca.
In carriera vanta una medaglia di bronzo nei 1500 m piani agli europei indoor di Belgrado 2017, nonché un argento agli europei juniores di Rieti 2013 e agli europei under 23 di Tallinn 2015. Ha un primato personale di 4'01"00, stabilito outdoor, e 4'06"59, realizzato indoor.

## Biografia
Nata a Ben Guerir da padre marocchino e madre polacca, all'età di due anni si trasferisce con la famiglia in Polonia.
Nell'estate del 2017 rappresenta la Polonia agli europei a squadre di Lilla, dove ottiene un primo posto nei 3000 metri piani (9'01"24) davanti alla tedesca Hanna Klein (9'01"64) e alla ceca Simona Vrzalová (9'02"77).

## Progressione

### 1500 metri piani
| Stagione | Tempo   | Luogo       | Data      | Rank. Mond. |
| -------- | ------- | ----------- | --------- | ----------- |
| 2017     | 4'05"03 | Stettino    | 10-6-2017 |             |
| 2016     | 4'01"00 | Saint-Denis | 27-8-2016 |             |
| 2015     | 4'04"26 | Monaco      | 17-7-2015 |             |
| 2014     | 4'07"34 | Stettino    | 7-6-2014  |             |
| 2013     | 4'12"05 | Stettino    | 15-6-2013 |             |
| 2012     | 4'13"68 | Barcellona  | 13-7-2012 |             |

## Palmarès
| Anno | Manifestazione  | Sede           | Evento          | Risultato  | Prestazione | Note                                     |
| ---- | --------------- | -------------- | --------------- | ---------- | ----------- | ---------------------------------------- |
| 2011 | Mondiali U18    | Lilla          | 800 m piani     | Batteria   | 2'14"73     |                                          |
| 2012 | Mondiali U20    | Barcellona     | 1500 m piani    | 10ª        | 4'15"23     |                                          |
| 2013 | Europei U20     | Rieti          | 1500 m piani    | Argento    | 4'20"20     |                                          |
| 2014 | Mondiali U20    | Eugene         | 1500 m piani    | 5ª         | 4'13"06     |                                          |
| 2014 | Mondiali U20    | Eugene         | 3000 m piani    | dnf        | dnf         |                                          |
| 2015 | Europei indoor  | Praga          | 3000 m piani    | 6ª         | 8'56"77     |                                          |
| 2015 | World Relays    | Nassau         | 4×800 m         | Argento    | 8'11"36     | Record nazionale                         |
| 2015 | World Relays    | Nassau         | Staffetta mista | Bronzo     | 10'45"32    | Record europeo                           |
| 2015 | Europei U23     | Tallinn        | 1500 m piani    | Argento    | 4'04"90     | Miglior prestazione personale            |
| 2015 | Mondiali        | Pechino        | 800 m piani     | Semifinale | 2'00"11     | Miglior prestazione personale            |
| 2015 | Mondiali        | Pechino        | 1500 m piani    | Semifinale | 4'16"70     |                                          |
| 2016 | Europei         | Amsterdam      | 1500 m piani    | 7ª         | 4'34"84     |                                          |
| 2016 | Giochi olimpici | Rio de Janeiro | 1500 m piani    | 10ª        | 4'14"72     |                                          |
| 2017 | Europei indoor  | Belgrado       | 1500 m piani    | Bronzo     | 4'06"59     |                                          |
| 2017 | Europei U23     | Bydgoszcz      | 1500 m piani    | Argento    | 4'13"54     |                                          |
| 2017 | Mondiali        | Londra         | 1500 m piani    | Semifinale | 4'05"80     |                                          |
| 2018 | Europei         | Berlino        | 1500 m piani    | Argento    | 4'03"08     |                                          |
| 2019 | Europei indoor  | Glasgow        | 1500 m piani    | Argento    | 4'09"30     |                                          |
| 2022 | Mondiali        | Eugene         | 1500 m piani    | 5ª         | 4'01"43     | Miglior prestazione personale stagionale |
| 2022 | Europei         | Monaco         | 1500 m piani    | Bronzo     | 4'03"59     |                                          |
| 2023 | Europei indoor  | Istanbul       | 1500 m piani    | Bronzo     | 4'04"06     | Miglior prestazione personale            |
| 2023 | Mondiali        | Budapest       | 1500 m piani    | Batteria   | 4'06"47     |                                          |
| 2024 | Europei         | Roma           | 1500 m piani    | Batteria   | 4'13"71     |                                          |

## Altre competizioni internazionali
2017
- Oro al DécaNation ( Angers), 800 m piani - 2'05"72

2018
- Bronzo al Birmingham Grand Prix ( Birmingham), 1500 m piani - 4'02"06

2019
- Campionati europei a squadre di atletica leggera ( Bydgoszcz)

2020
- 8ª all'ISTAF Berlin ( Berlino), 1500 m piani - 4'06"05
- 6ª all'Herculis ( Monaco), 1000 m piani - 2'32"30